# Friedrich Lammert
Karl Friedrich Lammert (* 12. Mai 1890 in Sondershausen; † 15. November 1956 in Bochum) war ein deutscher Altphilologe und Historiker.

## Leben
Friedrich Lammert war ein Sohn des Verwaltungsbeamten im Sondershäuser Landratsamt G. Friedrich A. Th. Lammert (* 22. Oktober 1861, † 2. Februar 1912). Ab 1890 betrieb der Vater intensive Forschungen zur Imkerei; der Sohn hat seine Arbeit in einem Aufsatz dargestellt. Er schloss im Juli 1935 in Kiel die Ehe mit Antje Niedenführ.
Lammert studierte nach dem Abitur in Sondershausen 1908 in Jena und Heidelberg (bei Franz Boll) und schloss das Studium 1912 mit der Promotion in Jena ab. Im selben Jahr legte er sein Lehramtsexamen ab und wurde Lehrer am Gymnasium in Wernigerode. 1919 wurde er Oberlehrer am Gymnasium Unserer Lieben Frauen in Magdeburg und 1923 Studienrat am Domgymnasium in Magdeburg. 1927 wurde er Studiendirektor an der Lauenburgischen Gelehrtenschule in Ratzeburg und 1932 Oberstudiendirektor an der Gelehrtenschule in Kiel. 1938 ging er an das Gymnasium in Bochum-Langendreer, dessen Direktor er wurde. Ab 1948 war er Direktor der Goethe-Schule Bochum. Er wurde zum April 1956 pensioniert.
Er befasste sich unter anderem mit römischer Militärgeschichte und Claudius Ptolemäus (als Schüler des Ptolemäus-Spezialisten Boll) und verfasste über 100 Artikel für Paulys Realencyclopädie der classischen Altertumswissenschaft (RE).
Er war seit 1924 Mitglied der Akademie gemeinnütziger Wissenschaften zu Erfurt.

## Schriften (Auswahl)
- De Hieronymo Donati discipulo. Teubner, Leipzig 1912 (= Dissertation).
- Schwarzburg-Sondershäuser Geschichtsquellen im zweiten Viertel des 19. Jahrhunderts. In: Thüringer Kalender Jg. 1920, S. 29–32.
- Verfassungsgeschichte von Schwarzburg-Sondershausen. Entwicklung einer deutschen Territorialverfassung in kulturgeschichtlichem und staatsrechtlichem Zusammenhange. Schroeder, Leipzig/Bonn 1920.
- Friedrich Lammert, sein Leben, seine Tätigkeit als Imker und seine Beobachtungen über Wärmebewegung in den Bienenvölkern. In: Der Wärmehaushalt im Bienenvolk. Mit besonderer Berücksichtigung der Befunde von Friedrich Lammert-Sondershausen. Ein Beitrag zur Physiologie einer Tiergemeinschaft, von Ludwig Armbruster. Fritz Pfenningstorff, Berlin 1923. S. IX–XX.
- Einführung in das Verständnis der äußeren Politik. Velhagen und Klasing, Bielefeld/Leipzig 1923.
- Geschichtliches Hilfsbuch. Quelle und Meyer, Leipzig 1925.
- Das Gymnasium zu Sondershausen. Vom 16. Jahrhundert bis 1928. [Sondershausen] 1930.
- Die römische Taktik zu Beginn der Kaiserzeit und die Geschichtschreibung. (Philologus, Supplementband 23, Heft 2.) Leipzig 1931.
- Geschichtsunterricht: Erfahrungen und Anregungen. Quelle und Meyer, Leipzig 1932.
- Die älteste Geschichte des Landes Lauenburg: Von den Anfängen bis zum Siege bei Bornhöved. Lauenburgischer Heimatverlag, Ratzeburg  1933.
- Das Ratzeburger Lager 1813/14. In: Die Heimat. Monatsschrift für schleswig-holsteinische Heimatforschung und Volkstumspflege. Bd. 47 (1937), Heft 8, August 1937, S. 234–238 (Digitalisat).
- Claudii Ptolemaei opera quae exstant omnia. Bd. 3, 2: Peri kritēriou kai hēgemonikou / De iudicandi facultate et animi principatu. Teubner, Leipzig 1952.

## Nachweise
1. ↑  Standesamtsangabe in Regierungs-und Nachrichtsblatt für das Fürstenthum Schwarzburg-Sondershausen vom 7. Juni 1890, S. 272.
2. ↑  Todesanzeige und Standesamtsangabe in Der Deutsche. Zeitung für Thüringen und den Harz 1912 Nr. 29 und Nr. 57.
3. ↑  Anzeige in Der Deutsche. Thüringer Tageblatt 1935 Nr. 173.
4. ↑  Vgl. das Autorenregister im RE-Digitalisierungsprojekt auf Wikisource.

| Personendaten    | Personendaten                                |
| ---------------- | -------------------------------------------- |
| NAME             | Lammert, Friedrich                           |
| ALTERNATIVNAMEN  | Lammert, Karl Friedrich (vollständiger Name) |
| KURZBESCHREIBUNG | deutscher Altphilologe und Historiker        |
| GEBURTSDATUM     | 12. Mai 1890                                 |
| GEBURTSORT       | Sondershausen                                |
| STERBEDATUM      | 15. November 1956                            |
| STERBEORT        | Bochum                                       |